# Islands ambassadører i Liechtenstein
Islands første ambassadør i Liechtenstein var Hjálmar W. Hannesson i 1992. Islands nuværende ambassadør i Liechtenstein er Martin Eyjólfsson. Island har ikke nogen ambassade i Liechtenstein.

## Liste over ambassadører
| # | Navn                     | Tid              | Slut på mission  |
| - | ------------------------ | ---------------- | ---------------- |
| 1 | Hjálmar W. Hannesson     | 26 juni 1992     | 3 april 1995     |
| 2 | Hannes Hafstein          | 3 april 1995     | 13 marts 1997    |
| 3 | Gunnar Snorri Gunnarsson | 13 marts 1997    | 13 november 2002 |
| 4 | Kjartan Jóhannsson       | 13 november 2002 | 12 januar 2006   |
| 5 | Stefán H. Jóhannesson    | 12 januar 2006   | 18 oktober 2007  |
| 6 | Kristinn F. Árnason      | 18 oktober 2007  | 2012             |
| 7 | Martin Eyjólfsson        | 2012             |                  |